# Ruth Kappelsberger
Ruth Kappelsberger (née le 13 novembre 1927 à Munich, mort le 5 septembre 2014 à Berg) est une actrice et speakerine à la télévision allemande.

## Biographie
Ruth Kappelsberger prend des cours de danse à l'âge de six ans. Elle sort diplômée de la Hochschule für Musik, Theater und Medien Hannover. De 1946 à 1948, elle fait partie de l'ensemble du cabaret munichois Die Schaubude. Elle joue également au Kleine Komödie am Max II et au Volkstheater à Munich, au Fritz Rémond Theater à Francfort-sur-le-Main ainsi qu'en tournée.
En 1946, elle devient speakerine pour la Bayerischer Rundfunk, à la télévision jusqu'en 1954. En 1962, elle commente le Concours Eurovision de la chanson.
De 1978 à 1984, elle est membre non-inscrit du conseil de l'arrondissement de Starnberg.
En 1966, elle épouse en secondes noces Fred Bertelmann. Quelques mois après sa mort, elle meurt à son tour.

## Filmographie
Cinéma
- 1950 : Der Geigenmacher von Mittenwald
- 1951 : Der letzte Schuß
- 1953 : Die goldene Gans
- 1955 : Das Schweigen im Walde
- 1957 : Der Edelweißkönig
- 1957 : Vater macht Karriere
- 1957 : Maria fille de la forêt
- 1958 : Les Fausses hontes
- 1961 : Drei weiße Birken

Téléfilms
- 1955 : Der grüne Kakadu
- 1961 : Der Komödienstadel - Der Zigeunersimmerl
- 1963 : Der Komödienstadel - Der Geisterbräu
- 1966 : Der Komödienstadel - Die Mieterhöhung
- 1969 : Der Komödienstadel - Witwen
- 1971 : Ein toller Dreh
- 1972 : Plonk
- 1973 : Der Komödienstadel - Die kleine Welt
- 1974 : Die Reform
- 1982 : Der Komödienstadel - Die Tochter des Bombardon
- 1985 : Der Komödienstadel - Wenn der Hahn kräht
- 1992 : Grüß Gott, Frau Doktor

Séries télévisées
- 1977 : Drei sind einer zuviel
- 1980 : Polizeiinspektion 1 - Das Denkrohr
- 1981 : Der Gerichtsvollzieher

## Source de la traduction
- (de) Cet article est partiellement ou en totalité issu de l’article de Wikipédia en allemand intitulé « Ruth Kappelsberger » (voir la liste des auteurs).